# Memnonia fenestrellus
Memnonia fenestrellus är en insektsart som beskrevs av Ball 1937. Memnonia fenestrellus ingår i släktet Memnonia och familjen dvärgstritar. Inga underarter finns listade i Catalogue of Life.